# فهرست انواع سگ
- آصف تاکایا
- دایی کیسی
- پروسی آلمانی
- چی‌واوا
- سگ‌های نگهبان
- سگ‌های شکاری
- سگ‌های اولیه
- دینگو
- سگ گله
- سگ سورتمه
- سگ‌های منقرض‌شده : این سگها در قرون دور میزیستند که بتدریج منقرض شدند.
- سگ هاسکی
- سگ پودل